# Weikko
Weikko, född 23 maj 2020 i Finland, är ett finskt kallblod.

## Bakgrund
Weikko är en fuxhingst efter Välähdys och under Wilppu (efter Kilun Peedro). Han föddes upp av Pekka Lillbacka i Finland, Pekka Lillbacka och Öystein Tjomsland. Han tränas och körs av Öystein Tjomsland.
Tjomsland har flera gångere lovordat Weikko, och har även uttryckt att han bland annat har som mål att slå Järvsöfaks världsrekordtid 1.17,9, från 2005.

## Karriär
Weikko började tävla i september 2023 och har till juni 2024 sprungit in 486 521 kronor på 4 starter, varav 4 segrar.
Weikko inledde karriären med tre raka segrar i Finland. Han slog bland annat nytt finskt rekord redan i debutloppet. Weikkos fjärde start kom att bli i Sverige på Bollnästravet. Då Weikko startade i H.K.H Prinsessan Madeleines Pokal vann han överlägset, och kom i mål på tiden 1.19,9 över 1640 meter. Med segern blev han världens första fyraåriga kallblod att springa under tiden 1.20,0.